# Campeonato do Interior Paranaense de 2017
Campeonato do Interior Paranaense de 2017 é uma competição de futebol profissional disputada pelos melhores clubes do interior no Campeonato Paranaense de Futebol de 2017, Cianorte e Londrina.
O primeiro jogo foi com mando do Londrina e ele goleou por 4x1. No jogo da volta em Cianorte ocorreu o empate em 1x1 e o Londrina garantiu o título.

## Equipes participantes
| Equipe   | Cidade   | Classificação | Estádio         | Capacidade | Títulos do interior |
| -------- | -------- | ------------- | --------------- | ---------- | ------------------- |
| Cianorte | Cianorte | 3º            | Albino Turbay   | 3 000      | 2                   |
| Londrina | Londrina | 4º            | Estádio do Café | 30 000     | 16                  |

## Final

### Ida
| 30 de abril | Londrina                                                   | 4 – 1 | Cianorte     | Estádio do Café, Londrina                                            |
| 11:00       | Júlio Pacato 27' · Rômulo 48' · Marcinho 52' · Robinho 80' |       | 40' Vinícius | Público: 1 097 Renda: R$ 12.530,00 Árbitro: Luiz Alexandre Fernandes |

| Londrina | Cianorte |

### Volta
| 07 de maio | Cianorte   | 1 – 1 | Londrina   | Albino Turbay, Cianorte                                                 |
| 11:00      | Xavier 70' |       | 72' Euller | Público: 970 Renda: R$ 9.700,00 Árbitro: Marcos Vinícius Soares Martins |

| Cianorte | Londrina |

## Premiação
| Campeonato Paranaense do Interior de 2017 |
| Londrina                                  |
| ----------------------------------------- |
| Londrina Campeão (17.º título)            |